# 杉本明洋
杉本 明洋 （すぎもと あきひろ、1981年10月20日 - ）は、日本の陸上競技選手。世界選手権はヘルシンキ・大阪の2回にわたり日本代表として出場した。5000m競歩の元日本記録保持者。愛知県出身。滝中学校・高等学校、京都大学卒業。京都大学大学院情報学研究科修士課程修了。ALSOKに所属した。2013年現在、京都府庁に所属。

## 経歴
京都大学4年時の2003年、7月の第72回日本インカレ10000m競歩で谷井孝行らを抑えて優勝、39分59秒82の大会新記録を樹立した。同年9月、マニラで開催された第15回アジア選手権20km競歩に出場して、1時間22分36秒の記録で4位に入賞した。
日本陸上競技選手権大会20km競歩では2003年第86回大会と2004年第87回大会および2010年第93回大会において2位入賞、2006年第89回大会は3位入賞の成績を残した。2005年、ヘルシンキ世界選手権20km競歩に出場し、1時間25分28秒の記録で25位となった。
その後はALSOKに所属し実業団選手として競技を続ける。2007年、大阪世界選手権20km競歩でも日本代表として出場し、1時間26分45秒の記録で19位の成績を残した。2009年、5月16日に山形県天童市のNDソフトスタジアムで開かれた第51回東日本実業団陸上競技選手権大会5000m競歩で優勝、18分56秒70の日本新記録を樹立した。同年11月、広州で開かれた第18回アジア選手権20km競歩に出場して、1時間25分00秒の記録で4位入賞の成績を残した。
20km競歩の自己記録は2004年1月25日の第87回日本陸上競技選手権大会20km競歩で記録した1時間21分09秒。